# 1615
Évszázadok: 16. század – 17. század – 18. század
Évtizedek: 1560-as évek – 1570-es évek – 1580-as évek – 1590-es évek – 1600-as évek – 1610-es évek – 1620-as évek – 1630-as évek – 1640-es évek – 1650-es évek – 1660-as évek
Évek: 1610 – 1611 – 1612 – 1613 –  1614 – 1615 – 1616 – 1617 – 1618 – 1619 – 1620

## Események
- május 6. – A nagyszombati béke Bethlen Gábor fejedelem és II. Mátyás császár között. A császár biztosítja Erdély függetlenségét.[1]
- november 5. – Ibrahim, az Oszmán Birodalom 19. szultánja

## Az év témái

### 1615 az irodalomban
- Megjelenik Cervantes művének, a Don Quijoténak második része.

## Születések
- január 25. – Govert Flinck holland festő († 1660)
- március 13. – XII. Ince pápa († 1700)[2]
- szeptember 16. – Heinrich Bach, német orgonista, zeneszerző († 1692)
- november 5. – Ibrahim, az Oszmán Birodalom 19. szultánja († 1648)

## Halálozások
- október 16. – Forgách Ferenc bíboros, prímás, esztergomi érsek (* 1566)